# 不死販売株式会社
『不死販売株式会社』（ふしはんばいかぶしきがいしゃ、原題：Immortality, Inc.）は、1958年に発表された、ロバート・シェクリイの長編SF小説である。短編小説を書いていたシェクリイにとって初の長編小説となった。『ギャラクシー・サイエンス・フィクション』誌に連載された "Time Killer" を原型とする。1959年度のヒューゴー賞 長編小説部門候補作となったが、ジェイムズ・ブリッシュの『悪魔の星』に敗れ、受賞はならなかった。
日本語版は福島正実の訳で1970年に『SFマガジン』に連載されたのが初出で、その後単行本化された。児童向け版もある。（#日本語訳を参照。）
この小説を原作とし、1992年にジェフ・マーフィー監督による映画『フリージャック』が公開された。

## ストーリー
1958年、休暇を終えたトマス・ブレインはニューヨークへ帰るため、ハイウェイを走っていた。スピードを出し過ぎたためセンターラインを越えて対向車と正面衝突。即死してしまう。しかし彼は2110年に目を覚ます。
この時代には、21世紀中に進められた科学的研究により、死後に「来世」へ行く技術や、「心」を取り出して別の人間に移植する技術（再生）が実用化されていた。ブレインは、技術を開発したレックス社の宣伝のため、非合法の時間旅行技術を用いて過去から「心」を助け出され、他人の身体を与えられたのである。
レックス社は企画を中止し、用無しとなった彼はグロテスクな未来社会に放り出される。ブレインは「バーサーカー」（22世紀風の通り魔）の凶行、再生の失敗で半死人のようなゾンビが生じる様などを目撃する。また移植用の身体を闇で取引する業者に誘拐されたり、自殺志願者を殺す「狩人」の職を経験した後、下請けのヨット設計技師となりひとまず安定した生活を得る。しかし悪事の露見を恐れたレックス社がブレイン抹殺のために動き出す。ブレインはかつての同僚だった狩人たちに追われて絶体絶命となるが、技術を用いずとも「来世」へ行ける“超能力者”だった友人メルヒルの霊、ゾンビのスミス、マリー・ソーンらに助けられ、マルケサス諸島へ高飛びする。
マリーと結婚してしばらくは幸福に暮らすブレインだったが、その生活は記憶を取り戻したスミスの来訪によって中断される。スミスは正面衝突でブレインと同時に死んだ対向車の運転手だったのである。彼は事故がレックス社によるものであったこと、ブレインが事故を回避する努力を怠ったことを指摘し、一番の被害者である自分にブレインの健康な身体を譲り渡すよう要求する。死亡時のスミスがまだ19歳の若者であったことを知ったブレインは要求を受け入れ、妻とともに「来世」へ旅立つ。

## キャラクター
- トマス・ブレイン（Thomas Blaine） - 二流のヨット設計技師。32歳。
- マリー・ソーン - 22世紀の大企業、レックス社の社員。知性的な美人。
- スミス - 記憶喪失者。ブレインを記憶回復の鍵だと信じて彼に付きまとう。
- レイ・メルヒル - 宇宙船の機関士。

## 日本語訳
- 福島正実訳
  - 『不死販売株式会社』早川書房〈ハヤカワ・SF・シリーズ3271〉、1971年
  - 『不死販売株式会社/フリージャック』早川書房〈ハヤカワ文庫SF967〉、1992年
  - 『不死販売株式会社』（児童向け抄訳）あかね書房〈少年少女世界SF文学全集〉、1972年